# En mai, fais ce qu'il te plaît (film, 1995)
Pour plus de détails, voir Fiche technique et Distribution.
En mai, fais ce qu'il te plaît est un film français réalisé par Pierre Grange, sorti en 1995.

## Fiche technique
- Titre français : En mai, fais ce qu'il te plaît
- Réalisation : Pierre Grange
- Scénario : Pierre Grange
- Photographie : Tessa Racine
- Musique : Christophe Boutin
- Production : Véronique Cayla, Yvon Crenn et Marin Karmitz
- Pays d'origine :  France
- Format : couleurs
- Genre : drame
- Date de sortie : 1995

## Distribution
- Eric Challier : Gilles
- Valérie Gabriel : Valérie
- Tonio Descanvelle : Fred
- Salah Teskouk : Ahmed
- Muriel Amat : Eva
- Xavier Thiam : Abdel
- Nathalie Ortega : Nathalie
- Frédéric Saurel : Olivier
- Jean-Claude Dreyfus : Daniel
- Kristin Scott Thomas : Martine
- Benoît Régent : Jean-Claude
- Andrée Damant : Marie
- Marc Autheman : Journaliste TV
- Rachid Benbouchta : Sami
- Christophe Boutin : Guitariste
- Richard Brunel : Journaliste TV
- Léa François : Chloé